# Like an Old Fashioned Waltz

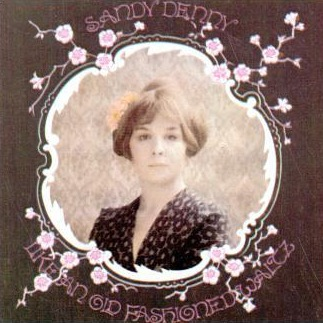
Copertina dell'album

Like an Old Fashioned Waltz è un album di Sandy Denny pubblicato nel 1974 dalla Island Records (cod. 1LP59258).

## Il disco
A differenza dei precedenti lavori solisti dell'autrice e degli album dei Fairport Convention con cui era diventata famosa, improntati esclusivamente sul folk rock, questo disco risente delle influenze jazz mentre le atmosfere del folk rock sono appena accennate. L'album ha diviso i suoi ammiratori che prediligono i lavori precedenti da quelli che seguivano con interesse il suo percorso professionale di compositrice. Tra le ragioni di tale radicale cambiamento di genere, vi fu l'insuccesso commerciale del precedente album Sandy, malgrado avesse riscosso i favori della critica.
Dominato da una vena di intimismo e di malinconia, Like an Old Fashioned Waltz soffre dell'eccessiva pomposità degli arrangiamenti di archi, definiti sarcasticamente dalla cantante stessa "cappotti di pelliccia". Tali arrangiamenti sono profondamente diversi da quelli dei due lavori precedenti, che conferiscono invece un aspetto arcano e nebuloso alle composizioni e creano una generale rarefazione delle atmosfere.
La prestazione della cantante, fortemente condizionata da quel delicatissimo equilibrio strumentale che sorreggeva le sue opere precedenti, ne risultò compromessa così come lo stesso disco che, per il livello di buona parte delle composizioni, avrebbe invece potuto competere con i precedenti. Nei brani dell'album reincisi dalla cantante per la BBC Radio, nello stesso periodo ma in versione per sola voce e pianoforte, emerge quella dimensione delicata e intimistica soffocata e distorta, nelle tracce originali, dallo zelo eccessivo degli arrangiatori.

## Tracce
1. Solo - 4:27
2. Like An Old-Fashioned Waltz - 4:14
3. Whispering Grass - 4:00
4. Friends - 3:35
5. Carnival - 5:50
6. Dark The Night - 4:32
7. At The End Of The Day - 6:32
8. Until The Real Thing Comes Along - 3:45
9. No End - 6:42

### Tracce bonus
A partire dall'edizione remasterizzata in CD del 2005, sono stati aggiunte le seguenti bonus tracks:
1. At The End Of The Day - 6:32 (versione del brano 7 senza strumenti a corda)
2. King & Queen Of England - 3:55 (demo registrato a Byfield, Northants, nel dicembre 1974)
3. Like An Old-Fashioned Waltz - 4:13 (inedito registrato dal vivo con i Fairport Convention al Troubadour di Los Angeles nel 1974)
4. No End - 7:36 (strumentale registrato alle Walthamstow Assembly Halls di Londra nel 1972)

## Musicisti
- Sandy Denny - voce, piano (brani 1/2/4), chitarra acustica (5/6), piano elettrico (9)
- Richard Thompson - chitarra elettrica (1/10)
- Trevor Lucas - chitarra acustica (1/7)
- Diz Disley - chitarra acustica (3/8)
- Jerry Donahue - chitarra elettrica (4/7), chitarra acustica (5)
- Jean Roussel - organo (1)
- Ian Armit - piano (3/8)
- John Bundrick - piano (5/9), piano elettrico (6), clavinet (6)
- Dave Pegg - basso (1-2/4-5/9)
- Danny Thompson - contrabbasso (3/8)
- Pat Donaldson - basso (6/7)
- Dave Mattacks - batteria (1-5/8-9)
- Gerry Conway - batteria (6/7)
- Alan Skidmore - sassofono (8)

### Arrangiamenti
- Harry Robinson - arrangiamento degli archi (1/2/4-7/9)
- Bob Leaper - arrangiamento degli ottoni (3/8)